# Susanne Werner (Richterin)
Susanne Helene Werner (geboren 21. Januar 1953; gestorben 24. September 2021) war eine deutsche Juristin. Sie war die Tochter des CDU-Politikers Rudolf Werner. Ab 1998 war sie Richterin am Bundespatentgericht in München, ab 2010 Vorsitzende Richterin.

## Beruflicher Werdegang
Susanne Werner war ab dem 1. Februar 1996 Richterin, zunächst Richterin auf Probe in Brandenburg.
Bei ihrer Ernennung zur Richterin am Bundespatentgericht 1998 war sie Regierungsdirektorin. Am 23. Dezember 2010 wurde sie dort zur Vorsitzenden Richterin ernannt und leitete einen Marken-Beschwerdesenat.
2012 war Susanne Werner Mitglied der Prüfungskommission für Patentanwälte.
2015 übernahm sie den Vorsitz in einem Gebrauchsmuster-Beschwerdesenat und einem Beschwerdesenat für Sortenschutzsachen.
Ab 2017 ist sie in den Geschäftsverteilungsplänen des Bundespatentgerichts nicht mehr verzeichnet. 